# ليز نجاغا
ليز نجاغا (بالإنجليزية: Lizz Njagah)‏، هي مُمثلة ومُخرجة ومُنتجة كينية.

## أعمالها

### السينما
| السنة | عُنوان الفيلم بالعربية | العُنوان الأصلي للفيلم    | الدور       | مُلآحظات                                                 |
| ----- | --------------------- | ------------------------ | ----------- | ------------------------------------------------------- |
| 2010  |                       | Me, My Wife And Her Guru | أنجيلا      | Nominated — جوائز كلاشا for Best Lead Actress in a Film |
| 2012  |                       | The Return of Lazarus    | King'ora    |                                                         |
| 2013  |                       | House of Lungula         | Lola Taylor | Also executive producer and writer                      |
| 2014  |                       | Deceit                   | Sheila      |                                                         |
| 2014  |                       | Veve                     | Esther      |                                                         |
| 2015  |                       | Fundi-Mentals            |             | Also executive producer                                 |
| TBA   |                       | Pearls of Africa         | Tess        | Post-Production                                         |

## روابط خارجية
ليز نجاغا على موقع IMDb (الإنجليزية)